# Югася Каляда
Югася Каляда (справжнє ім'я — Євгенія Паращенко, біл. Яўгенія Парашчанка) (*10 лютого 1981, Гомель, Білорусь) — сучасна білоруська письменниця.

## Біографія
Народилася 10 лютого 1981 року в місті Гомель. Навчалася на історичному факультеті Білоруського Державного Педагогічного університету в м. Мінську. На момент редагування статті (квітень 2006) є студенткою юридичного факультету Мінського Інституту парламентаризму та підприємництва; мешкає в місті Гомель.

## Творчість
Пише як прозу, так і поезію. Друкувалася в білоруських газетах «Наша Ніва» (з 1998 року; зокрема, вірш «Сіні дызэль „Гомель-Гомель“»), «Літаратура і мастацтва», часописах «Дзеяслоў» (новела «Добрай раніцы, планета»), «Маладосць», ARCHE Пачатак та інших; у колективному літературному збірнику «Формула кахання». У 2004 році стала одним із переможців конкурсу молодих літераторів імені Петрарки, який проводився Білоруським ПЕН-Центром.
У 2005 році вийшла перша книга її прози «Галоўная памылка Афанасія», яку білоруський філософ Ігор Бобков назвав «найбільш скандальним та суперечливим літературним дебютом десятиріччя» (зараз готується до друку переклад на польську мову). Твори Югасі Каляди є виразно егоцентричними; автобіографічні пасажі письменниця щільно переплітає з іреальністю снів, фантазій та конспектів ненаписаних романів.